# Émile Delage
Émile Delage (* 19. Jahrhundert; † 20. Jahrhundert) war ein französischer Radrennfahrer.

## Sportliche Laufbahn
Delage war im Bahnradsport aktiv. Bei den Bahnradsport-Weltmeisterschaften 1906 in Genf gewann er beim Sieg von Francesco Verri die Silbermedaille im Sprint der Amateure. 1909 wurde er französischer Vize-Meister im Sprint hinter Maurice Schilles. 1907 siegte er im Prix de l’Espérance. 1906 wurde er Dritter im Grand Prix de Paris bei den Amateuren, 1907 bei den Profis. Von 1907 bis 1910 fuhr er als Berufsfahrer.